# Pallas Athéné Domus Meriti Alapítvány
A Magyar Nemzeti Bank által létrehozott Pallas Athéné Domus Meriti Alapítvány (PADME) célja a 2014-ben, Matolcsy György elnöksége idején meghirdetett Társadalmi Felelősségvállalás Stratégiája keretében megalkotott Pallas Athéné Közgondolkodási Program végrehajtása volt. Eredetileg hat alapítványt hoztak létre, ezek több lépcsőben összeolvadtak; feladataikat 2019-ben a jogutód Pallas Athéné Domus Meriti Alapítvány vette át az eredeti 259,6 Mrd Ft pénzbeli és 6,8 Mrd Ft ingatlan összértékű alapítói vagyonjuttatással együtt.

## Az eredeti alapítványok
A jegybank 2014-ben hozta létre a Pallas Athéné Alapítványokat, hogy azok támogassák és fejlesszék az oktatást, művelődést és a tudományt, támogassák és segítsék elő a közgazdasági, pénzügyi szakemberképzést és kutatásokat, ösztönözzék a gazdaságban alkalmazható kutatás-fejlesztést.
A magyar központi bank a program keretében eredetileg hat (Pallas Athéné Domus Animae (PADA), Pallas Athéné Domus Mentis (PADMA), Pallas Athéné Domus Scientiae (PADS), Pallas Athéné Domus Concordiae (PADOC), Pallas Athéné Domus Innovationis (PADI), Pallas Athéné Geopolitikai (PAGEO)), egymástól és az alapítótól függetlennek deklarált alapítványt hozott létre oktatási, tudományos és kulturális feladatok ellátására. Az eredeti alapítványok később több lépcsőben összeolvadtak, előbb létrejött a Pallas Athéné Domus Sapientiae Alapítvány (PADS), a Pallas Athéné Domus Educationis Alapítvány (PADE) és a Pallas Athéné Innovációs és Geopolitikai Alapítvány (PAIGEO), majd végül ezeket egy intézménybe tömörítették, és létrejött a Pallas Athéné Domus Meriti Alapítvány (PADME)

## A Pallas Athéné Domus Meriti Alapítvány (PADME) létrehozása
2019. december 5-én jött létre három korábbi alapítvány (PADS, PADE, PAIGEO) összeolvadásának eredményeképpen, azok jogutód szervezeteként, a bíróság december 6-án vette nyilvántartásba. Az Alapítvány működésének megjelölt helyszíne a Budapest, Úri utca 21. szám alatti régi Budai Városháza műemlék épülete.
Az alapítvány Kuratóriumának elnöke 2025-ben, a jegybank elnök váltást követően Gion Gábor lett, tagjai pedig Koszmáli József és Keresztes-Nagy Orsolya. A felügyelő bizottság elnöke Szentiványi Ildikó volt. Korábban, 2022-ben a kuratóriumának elnöke Csizmadia Norbert, elnökhelyettes Lentner Csaba, a tagok Bogár László és Réfy Imre voltak.  2024. december 3-tól több kapcsolódó cég, köztük az Optima Befektetési Zrt., az Alpine Holding Kft., a FERIDA Zrt. GTC Holding Zrt. vezérigazgatója Stofa György volt, aki 2025. elején az Alapítvány igazgatója is volt.

#### Az Alapítvány céljai
- közgazdasági, pénzügyi szakemberképzés támogatása, elősegítése, közgazdasági, pénzügyi, valamint interdiszciplináris kutatások elősegítése, szakmai és anyagi támogatása;
- bankszakmai tanfolyamok, akkreditált szakképesítést nyújtó, illetve nemzetközileg akkreditált banki, valamint az EU pályázatkezeléshez kapcsolódó képzések szervezésének, a közgazdasági oktatási tevékenység és az oktatási módszerek színvonala fejlesztésének előmozdítása, támogatása;
- a művelődés, az oktatás és a tudomány támogatása és fejlesztése határon túli felsőoktatási intézmények, kutatóhelyek, valamint felsőoktatáshoz kapcsolódó egyéb intézmények és tevékenységek létrehozását, illetve lebonyolítását lehetővé tevő intézményes, anyagi és társadalmi keretek megteremtése révén;
- tudományos, kutatás-fejlesztési, innovációs és modernizációs tudásközpont létrehozása és működtetése, ilyen vállalkozói hálózatok építése, támogatása;
- a tudásteremtés ösztönzése, a tudományos ismeretek és tapasztalatok megosztása, pénzügyi nevelés, tanácsadás, hitelintézeti szakkönyvek, szakfolyóiratok, szaklapok kiadása által a magyar szellemi örökség gazdagítása érdekében;
- a gazdaságban alkalmazható kutatás-fejlesztés ösztönzése, azok eredményeinek elterjesztése, ezáltal a kis- és közepes méretű vállalkozások versenyképességének elősegítése a magas hozzáadott értékű foglalkoztatás erősítése érdekében;
- nemzetközi gazdasági kapcsolatok ösztönzése és fejlesztése, a nemzetközi eredmények becsatornázása;
- külföldi tapasztalatszerzés támogatása;
- hasonló célú szervezetekkel az együttműködés elősegítése és támogatása, közös projektek, programok, intézmények működtetése;
- részvétel hazai és európai uniós támogatási és pályázati programokban;
- olyan, a világ globális működését és a területi fejlődést leíró és prognosztizáló geostratégiai és geopolitikai tudásteremtés ösztönzése, intézmény kiépítése, amely segíti Magyarország és térségei, valamint a tágabb régió gazdasági fejlődésének előmozdítását;
- gazdaságföldrajzi és gazdaságtörténeti, területi gazdaságtani kutatások gazdaságpolitikában és társadalomirányításban és tervezésben alkalmazható eredményeinek ösztönzése;
- gazdaságstratégiával és tervezéssel kapcsolatos szakmai közélet ösztönzése, pl. műhelymunkák és kutatócsoportok, fórumok támogatásával;
- a közgazdaságtan, a kapcsolódó társadalomtudományi és geográfiai szakterületek és a geopolitikával kapcsolatos összefüggések szakmai vizsgálata.[8]

Az alapítást követően, 2019-ben 21 alkalmazottal működött.
Az alapítvány a fő céljai megvalósítása érdekében különböző szervezeteket, intézményeket és magánszemélyeket is támogatott. 2020-ban 1.335.286 e Ft összegben nyújtott támogatásokat, amelyek közül kiemelkedő volt a BCE – sanghaji Fudan Egyetem MBA program (266.012 e Ft), Széchenyi István Egyetem Transzdiszciplináris Doktori Iskola (237.471 e Ft), PTE Geopolitikai Doktori Program (189.154 e Ft) részére nyújtott támogatások. Magánszemélyek által végzett kutatómunkák támogatására is fordított az alapítvány, volt olyan példa is, hogy több tízmillió forint támogatási összegben. 2021. évtől a támogatások intenzitása növekedett. 2023-ban a Budapesti Metropolitan Egyetem hazai és nemzetközi megjelenésének, oktatási és tudományos tevékenységének további fejlesztése 166 867 850 forint támogatást nyújtottak, illetve egyéb témában további 650 millió forintot. A Mathias Corvinus Collegium Alapítvány 250 millió forintos támogatásban részesült, míg a Budapest Centre For Long-Term Sustainability Kft.-nek   231 853 000 forint jutott működési célú támogatásra. 2024-ben a közzétett támogatási szerződések szerint számos magánszemély kapott az MNB Tehetség Programon való részvétel kapcsán támogatást, illetve ezen időszakban is kiemelkedő volt 2,5 milliárd forint összegben a Budapesti Metropolitan Egyetem részére biztosított összeg.
Az alapítvány induló pénzbeli vagyona 259.600.000.000 forint volt, amelyhez forintban számítva a PADE 100,2 mrd, a PAIGEO 69,2 mrd, míg a PADS 90,2 milliárd forinttal járult hozzá. Ezen felül az 1054 Budapest, Kálmán Imre u. 20., az 1025 Budapest, Ferenchegyi lépcső 2. („kivett kutatóintézet”), az 1014 Budapest, Úri u. 21. szám („kivett kutatóintézet”) alatti ingatlanokat, továbbá a 6000 Kecskemét, Izsáki út 5. szám alatti („kivett beépítetlen terület”) ingatlan került a tulajdonosába a jogelőd alapítványoktól. A Kálmán Imre u. 20. szám alatti ingatlant 2018. október 24-én értékesítették.

#### Az alapítvány tulajdonában állt, illetve részvételével működtek az alábbi társaságok
- Optima Befektetési-, Ingatlanhasznosító és Szolgáltató Zrt. (az alapítvány részesedésének mértéke 100%)
- Budapest Centre For Long-term Sustainability Kft. (az alapítvány részesedésének mértéke 50%)[5]

A 2021-ben alapított Budapest Centre For Long-term Sustainability (BC4LS) tulajdonosa a Pallas Athéné Domus Meriti Alapítvány mellett a Neumann János Egyetem volt, célja pedig, hogy foglalkozzon a fenntarthatósági kérdésekkel, emellett szakmai rendezvényeket, kutatási programokat szervezzen, kiadványokat készítsen és kutatókat alkalmazzon. 2025 elején a működési helyén már nem volt fellelhető, továbbá a felsorolt kutatók többsége sem volt elérhető. A 9 kutató közül Lentner Csaba egyetemi tanár közlése szerint már jó ideje kiszállt az MNB intézményeiből, a mexikói José G. Vargas-Hernández pedig korábban mindössze két hónapig kutatott a BC4LS-nél.

## Az alapítványok létrehozásának kritikája
A jegybank vagyona a nemzeti vagyon része, így az alapítványaira is vonatkoznak a nemzeti vagyon használatával és hasznosításával szemben támasztott, az Alaptörvényből fakadó követelmények. Az MNB az Alaptörvény értelmében a monetáris politikáért és a pénzügyi stabilitásáért felel. A felsőoktatáshoz és a tudományos kutatáshoz, amelynek a céljaira deklaráltan létrejöttek a Pallas Athéné alapítványok, nincs köze, mint ahogy az alapítványi ingatlanügyletek is idegenek a jegybank rendeltetésétől. Ezeknek az alapítványoknak a kritikusok szerint sem a célja, sem a tényleges tevékenysége nem volt összeegyeztethető a jegybanktörvénnyel.
2014-ben az alapítványok a kezdeti tőkejuttatásaikat az MNB akkoriban, a forint leértékelése révén keletkezett működési nyereségéből kapták. A Transparency International Magyarország már 2016-ban feljelentést tett az „alapítványi közpénzlenyúlás” miatt, de az ügyészség és a rendőrség erre semmilyen érdemi választ nem adott, eljárás nem indult. A FIDESZ politikusai azt állították, hogy az alapítványok létrehozásával „a közpénz elvesztette közpénz jellegét”. Az Alkotmánybíróság azonban úgy döntött, hogy a közpénz nem veszítheti el közpénz jellegét, ezért annak felhasználása átlátható kell maradjon.
A Pallas Athéné Domus Meriti Alapítvány 2020 decemberében versenyeztetés nélkül jutott hozzá az állami tulajdonú, Budai Várban állt Burg Hotel épületéhez. Az ingatlan építkezésénél is felmerült a túlárazás lehetősége.
Róna Péter 2025. március végén tett nyilatkozatában úgy fogalmazott, hogy „Ez az MNB-s művelet a magyar történelem legnagyobb, hivatalból történő sikkasztása”. Róna 2010-től a Magyar Nemzeti Bank felügyelőbizottságának tagja volt, így 2013 őszén tudomást szerzett az MNB-alapítvány alapítóterveiről, de elmondása szerint már akkor helytelenítette, mert a szervezeteknek biztosított tőkejuttatás ellenkezik a törvényi előírásokkal. A felügyelőbizottság ezt 2014-ben jelezte a Pénzügyminisztériumnak, azonban a jelentésük válasz nélkül maradt. Az akkori kiadott tájékoztatás szerint az alapítványok létrehozásáról a jegybank igazgatósága döntött, illetve az alapítvány céljainak megvalósítására mindössze kétmilliárd forintot szántak.
Király Júlia, aki 2007 és 2013 között az MNB alelnöke volt, a botrány kapcsán azt nyilatkozta, hogy korábban, már 2015-ben kijelentette, hogy „ezt bizony elkonfiskálták”, magyarul ellopták az adófizetőktől, ami valóban így történt. Matolcsy György személyes érintettségét ugyanakkor úgy ítéli meg, hogy az jogszerű volt, azonban az ahhoz szükséges törvénymódosításban neki is szerepe volt.

## Vagyonvesztés, feljelentés
2025. március 19-én az Állami Számvevőszék vizsgálati jelentést tett közzé az alapítvány ügyében. Ez megállapítja, hogy az alapítványok a vagyon kezelésére 2015-ben létrehozták az OPTIMA Befektetési Zrt.-t. Az OPTIMA Befektetési Zrt. befektetései finanszírozására az Alapítvány 279,1 Mrd Ft-os befektetésén túl további forrásokat – a Neumann János Egyetemért Alapítvány (NJE Alapítvány) által lejegyzett kötvényeket (127,5 Mrd Ft) és banki hitelt (170 M EUR) – is bevont. Ennek eredményeként az OPTIMA Befektetési Zrt. közel 500 Mrd Ft – jelentős részben (407 Mrd Ft) közpénzből származó – vagyonért lett felelős. A befektetésekből azonban az OPTIMA Befektetési Zrt. racionális gazdasági indokok nélkül egy átláthatatlan, a valós vagyon értékelését szinte ellehetetlenítő, több országon és vállalkozói szinten átívelő, rendkívül bonyolult céghálózatot épített fel. Az ügyleteket a Zrt. közvetlen vagy közvetett tulajdonában álló jelentős számú  gazdasági társaságok és magántőkealapok (az ÁSZ jelentés tartalmazza a vizsgált szervezetek) által alkotott cég- és befektetési struktúrán keresztül hajtotta végre.
Az alapítvány tényleges kurátorai nem gondoskodtak megfelelő kontrollrendszer kialakításáról, így a 
befektetések valós értékének meghatározása nem volt lehetséges. A törvényileg előírt alapítói kontrollt az MNB igazgatósága csak az ÁSZ 2024. tavaszi felhívását követően kezdte el gyakorolni.
Az alapítványi vagyont – az elvárható gondos kezeléssel ellentétben – az OPTIMA Befektetési Zrt. külföldi ingatlanbefektetési társaságokban helyezte el. A 2023. év végén az OPTIMA csoport birtokolta a GTC S.A. lengyelországi ingatlanbefektetési társaság 62,61%-os, valamint a svájci Ultima Capital S.A. társaság 33%-os és egy 25%-os részvénycsomagját, összesen 450 Mrd Ft könyv szerinti értéken. A külföldi befektetések egy részét az OPTIMA csoport hitelből finanszírozta, ezzel lényegesen tovább növelte azok kockázatát. A részvényvásárlási döntéseket a kuratóriumi tagok néhány óra alatt hozták meg, egy kirívó szakmai hiányosságokat tartalmazó, megalapozatlan előkészítő anyag alapján.
Az ÁSZ elemzése szerint a szándékoltan kusza befektetési szerkezet ellenére megállapítható, hogy a 2024. évben már 150 Mrd Ft veszteség elszámolása lett volna indokolt, és 2025 júliusában további 80,5 Mrd Ft likviditási hiány prognosztizálható.
Az OPTIMA Befektetési Zrt. forrásként felhasználta a Neumann János Egyetemért Alapítvány által 127,5 Mrd Ft értékben lejegyzett kötvények ellenértékét is. Az OPTIMA csoport azt a látszatot keltette, hogy e kötvények ténylegesen likvid befektetések, azonban 2024 januárjában, amikor az NJE Alapítvány a kötvények eladási jogát érvényesíteni kívánta, azt az OPTIMA Befektetési Zrt. nem tudta teljesíteni. A teljes összeg szerződés szerinti kiegyenlítésére már nincs esély.
Az Állami Számvevőszék az ellenőrzés során a feltárt tények alapján több bűncselekmény alapos gyanúját állapította meg, ezért az ÁSZ tv. 30. § (1) bekezdése alapján az ügyészségen feljelentést tett. Az ORFK, a Készenléti Rendőrség Nemzeti Nyomozó Iroda az Állami Számvevőszék által tett feljelentés alapján eljárást indított hűtlen kezelés bűntett gyanúja miatt.

### A kockázatos befektetések, lehetséges vagyonvesztés (2020-2025)
Az MNB alapítvány a kezdeti államkötvények vétele és az átlátható befektetéseken túl a későbbiekben már több százmilliárd forint összegben, kockázatos és lekövethetetlen struktúrájú, nemzetközi szintű pénzügyi műveleteket és tőzsdei befektetéseket hajtott végre.
Az Állami Számvevőszék 2025 március közepén három jelentést tett közzé (a Pallas Athéné Domus Meriti Alapítvány gazdálkodásáról; a Neumann János Egyetemért Alapítvány befektetéseiről; továbbá magának az MNB-nek a működési szabályszerűségéről, illetve a székházfelújítás költségéről), amelyek közül a PADME gazdálkodásával kapcsolatban súlyos hiányosságokat állapított meg és komoly veszteséget okozó döntéseket azonosított a jegybank több százmilliárd forintnyi alapítványi vagyonának vonatkozásában.
Az alapítvány 2020-ban eldöntötte, hogy beszáll az ingatlanpiacra és megveszi a lengyel, főként irodai és kiskereskedelmi ingatlanokat tartó és fejlesztő Globe Trade Centre (GTC) S.A. cég többségi, 61,5 százalékos részesedést a texasi Lone Star Funds befektetési alaptól. A részvény vásárláskori tőzsdei átlagárfolyama 6,86 złoty volt, de a vásárláskor 9 złotyt fizetett részvényenként, vagyis 31 százalékkal, közel 60 milliárd forinttal drágábban vette meg a céget. A GTC S.A. részvény tőzsdei árfolyama a vásárlást követően drasztikusan csökkent, a bekerülési értékhez viszonyítva több mint 50%-kal, 2024. év végére 4 złoty alá esett. Az árfolyam összeomlása 150 milliárd forintos veszteséget eredményezett. A GTC S.A. részvénycsomagjának megvásárlására vonatkozó döntést 2020. április 3-án hozták, amikor már látszódott a 2020-ban világjárvány következtében kezdődő negatív trend a GTC S.A. tőzsdei részvényárfolyamánál (34%-kal csökkent három hónap alatt). A vásárlás jelentős felárral történt és annak időpontja sem adott okot arra.
A másik jelentős befektetés az Ultima Capital S.A. luxusingatlan befektetésekkel foglalkozó svájci cég részvényvásárlását jelentette. Itt a részvényenkénti 110,12 svájci frankos bekerülési árhoz képest 2024 végén 88 svájci frank volt a részvény ára, ami 20 százalékos csökkenést jelentett. A befektetés közgazdasági racionalitását az ÁSZ nem tartotta elfogadhatónak, mivel ezen befektetés már önmagában magas kockázatot hordozott. Az Optima Befektetési Zrt.-nek a GTC SA-ban és az Ultima Capital S.A.-ban résztulajdonos.
A 2015-ben PADI tulajdonába került Budapest, Pusztaszeri út 59-67. alatti ingatlan 2019-ben egy áttételen keresztül Quartz Befektetési Alapkezelő (Arezzo és Felis magántőkealapok) lettek a tulajdonosai. 2022-ben a GTC 9,9 millió eurót fizetett az ingatlanért, így tehát a közbeiktatott alapok milliárdos nagyságrendben nyertek a vétel–eladás–vétel-láncolaton. Az ingatlanba tervezett innovációs tudásközpont nem valósult meg, helyette több, köztük Száraz István érdekeltségébe tartozó cégek működtek a címen.

### Az egyetemekkel való kapcsolat
A CEE Equity Partners magántőke alapja 2021-ben a Közép-Európa Alfa Vagyonkezelő Kft. részére értékesítette a vállalkozási formában működő Budapesti Metropolitan Egyetemet (METU). A vagyonkezelő cég befektetője az Optima Befektetési Zrt., amelynek célja az volt, hogy elősegítse az intézmény további fejlődését, és nemzetközi jelentőségű felsőoktatási intézménnyé tegye azt. A Közép-Európa Alfa Holding Vagyonkezelő Zrt. a Közép-Európai III. Magántőkealap tulajdona, amelyet viszont az információk szerint a Matolcsy Ádám-közeli Quartz-magántőkealap irányított. A Quartz Befektetési Alapkezelő az általa kezelt magántőkealapon keresztül közvetetten birtokolta a BKF Fenntartó Kft-t, amely cég az egyetem fenntartói jogait gyakorolta. Az OPTIMA Befektetési Zrt. 2021. óta birtokolta ezen magántőkealap befektetési jegyeit 100%-ban, ezáltal a METU a közvetett tulajdonos.
A kecskeméti Neumann János Egyetemet (NJE) fenntartó Neumann János Egyetemért Alapítvány az államtól 144 milliárd forintot kapott fejlesztésre, majd 2021-ben ebből 127,5 milliárd forintot kölcsönadtak, illetve kötvényvásárlás útján mindössze 2,5 százalékos kamattal lekötöttek az Optima Befektetési Zrt.-nél. A fentiek alapján a kibocsátott OPTIMA 2031 és OPTIMA 2031/B sorozatszámú kötvények tulajdonosa az NJE Alapítvány lett. Az Optima az összeget befektette, köztük GTC részvények vásárlására fordítottak, amelyek értéke idő közben lecsökkent, emiatt amikor az egyetem 2024. januárban visszakérte a pénzt, az Optima azt nem tudta készpénzben visszaadni. Ekkor előtérbe került azon felvetés is, hogy a METU-t beolvasszák a kecskeméti Neumann János Egyetembe. 2020-tól az NJE Alapítvány Kuratóriumi elnöke egyszemélyben volt a Pallas Athéné Domus Meriti Alapítvány Kuratóriumi elnöke is. A GTC S.A. részvényeit a megállapítások szeint egyébként más ügyletben óvadékként is felhasználták.

## Az ÁSZ vizsgálatra adott reakciók és további intézkedések (2025)
Az Állami Számvevőszék (ÁSZ) a Pallas Athéné Alapítványok ellenőrzését követően, 2025. márciusban feljelentést tett több bűncselekmény gyanúja miatt. A jelentés szerint az alapítványok működésében súlyos gazdálkodási és átláthatósági problémák merültek fel, különösen a közpénzek nem megfelelő felhasználása és a túlzott kockázatvállalás miatt.
Matolcsy György az ÁSZ jelentéseinek számos részletét vitatta a nyilvánosság előtt. Az ellenzéki sajtó, valamint a korrupcióellenes tevékenységet folytató Transparency International Magyarország civil szervezet viszont azt emelte ki, hogy az alapítványok létrehozása már eredendően törvényellenes volt, amint azt annak idején a nyilvánosságban széles körben taglalták, és a Transparency – visszhangtalanul – feljelentést is tett. Hasonlóképpen észrevételezték, hogy az ÁSZ 2025-ös jelentéseit jegyző Windisch László 2013-tól 2019-ig az MNB pénzügyi szervezetek felügyeletéért és fogyasztóvédelemért felelős alelnöke, a Monetáris Tanács és a Pénzügyi Stabilitási Tanács tagja volt, és tudnia kellett az MNB alapítványainak durva szabálytalanságairól. Windisch László ezeket a felvetéseket határozottan elutasította.
Matolcsy György volt jegybankelnök az Indexnek adott interjújában az ÁSZ-jelentésekkel kapcsolatban előadta, hogy azok „iratellenesek és egyáltalán nem felelnek meg a tényeknek”. Különösen a GTC lengyel befektetés értékelését vitatta, amelyet a számvevőszék a tőzsdei árfolyam alapján határozott meg. Matolcsy állítása szerint „az alapítványi vagyon teljes mértékben megvan, sőt az értéke meghaladja az 500 milliárd forintot”, és szerinte az ingatlanos cégek esetében az EPRA NTA cégértékelési módszertant kellett volna alkalmazni a valós érték meghatározásához. Matolcsy Ádám 2025. áprilisában a Telex-nek írásban tett nyilatkozata szerint „senki nem lopta el az MNB vagy az MNB alapítvány vagyonát, hiszen továbbra is a mérlegén vannak a vagyoneszközök. … A lejáratási kísérleteket – melyeket magam igencsak méltatlannak tartok édesapámmal szemben – elsősorban gazdasági és politikai ellenlábasainak tulajdonítom, de még az ilyen szembenállás sem ad alapot arra például egy Állami Számvevőszéknek, hogy szakmaiatlan tartalmú jelentéssel tévessze meg a közvéleményt.”
Az Állami Számvevőszék felhívta a figyelmet arra, hogy az EPRA NTA módszertan nem alkalmas az MNB-alapítvány és vagyonkezelője valós pénzügyi helyzetének értékelésére, már csak azért sem, mert az alapítványnak nincs 2021-re, 2022-re és 2023-ra, de még 2024-re* sem könyvvizsgáló által auditált beszámolója, így auditált mérlege sem. „Így sajnos a vagyon meglétét ezen nem létező dokumentumokkal nem lehet alátámasztani.” 
Az ÁSZ elnöke  a vagyoni kár összegét 150 milliárd forintra értékelte és nem értett egyet Matolcsy György azon állításaival, hogy az alapítványok vagyona még nőtt is, vagyonvesztés, értékvesztés szerinte mindenképpen fennáll az MNB-alapítványok lengyel és svájci befektetésein.
Nyikos László nyilatkozata szerint - aki az MNB felügyelőbizottságának tagja volt - nem ellenőrizhették a jegybank alapítványait és ingatlanvásárlásait. 2015 szeptemberéig nem is működött felügyelőbizottság, az MNB pont azon időszak alatt fordította az árfolyamnyereség egy jelentős részét a Pallasz Athéné-alapítványokra.
Miután Varga Mihály a jegybank elnöke lett, lecserélte a PADME alapítvány kuratóriumának elnökét, majd helyére kinevezte Gion Gábort, a Pénzügyminisztérium korábbi államtitkárát. 2025 áprilisában az új kuratóriumi vezetés is büntetőfeljelentést tett csalás, hűtlen kezelés, hamis magánokirat felhasználása, számvitel rendjének megsértése és tartozás fedezetének elvonása bűncselekmények gyanúja miatt. Tekintettel arra, hogy likvid, szabadon felhasználható pénz érdemben nem maradt, ezért az alapítvány új vezetése 400 millió forint vagyonjuttatást kezdeményezett az alapítvány részére, amelyre azért volt szükség, hogy az új vezetés felmérje a vagyonelemeket, illetve hogy azokból mi menthető, az mennyit ér.

### A megszüntetés irányába tett intézledés
Varga Mihály, az MNB új elnöke levélben kezdeményezte Orbán Viktor miniszterelnöknél, a szabályozó jog birtokosánál a Pallas Athéné alapítványok megszüntetését, mivel „ilyen típusú tevékenységre hosszú távon nincs szüksége a jegybanknak”.
Varga Mihály 2025. április közepén bejelentette, hogy törvényi szinten is módosítani kívánják a jegybank hatáskörét, leszűkítve azokat az alapfeladatokra. Ez a gyakorlatban azt jelentette, hogy kezdeményezik a vagyonkezelő alapítványok megszüntetését. 2025. áprilisban az Állami Számvevőszék (ÁSZ) az MNB-ügy nyomán még két vizsgálatot indított, amelyek a Metropolitan Egyetemet és a kecskeméti Neumann János Egyetemet, pontosabban az azt fenntartó alapítvány gazdálkodását érintik. Az utóbbi eljárások várhatóan 2026-ban kerülnek befejezésre.

## Kapcsolódó szócikk
- Neumann János Egyetem